# العلاقات الإريترية التشيلية
العلاقات الإريترية التشيلية هي العلاقات الثنائية التي تجمع بين إريتريا وتشيلي.

## مقارنة بين البلدين
هذه مقارنة عامة ومرجعية للدولتين:
| وجه المقارنة                                              | إريتريا                                      | تشيلي                         |
| --------------------------------------------------------- | -------------------------------------------- | ----------------------------- |
| المساحة (كم2)                                             | 117.60 ألف                                   | 756.10 ألف                    |
| عدد السكان (نسمة)                                         | 6.33 مليون                                   | 17.37 مليون                   |
| الكثافة السكانية (ن./كم²)                                 | 53.83                                        | 22.97                         |
| العاصمة                                                   | أسمرة                                        | سانتياغو                      |
| اللغة الرسمية                                             | اللغة التغرينية، اللغة العربية، لغة إنجليزية | اللغة الإسبانية               |
| العملة                                                    | ناكفا                                        | بيزو تشيلي، وحدة حساب تشيلية ‏ |
| الناتج المحلي الإجمالي (بليون دولار)                      | 2.61 مليار                                   | 277.08 مليار                  |
| الناتج المحلي الإجمالي (تعادل القوة الشرائية) بليون دولار |                                              | 419.39 مليار                  |
| الناتج المحلي الإجمالي الاسمي للفرد دولار أمريكي          |                                              | 13.42 ألف                     |
| الناتج المحلي الإجمالي للفرد دولار أمريكي                 |                                              | 22.07 ألف                     |
| مؤشر التنمية البشرية                                      | 0.391                                        | 0.832                         |
| رمز المكالمات الدولي                                      | +291                                         | +56                           |
| رمز الإنترنت                                              | .er                                          | .cl                           |
| المنطقة الزمنية                                           | ت ع م+03:00                                  | 00، 00، 00، 00                |

## منظمات دولية مشتركة
يشترك البلدان في عضوية مجموعة من المنظمات الدولية، منها:
| علم المنظمة | اسم المنظمة                        | تاريخ انضمام إريتريا | تاريخ انضمام تشيلي |
| ----------- | ---------------------------------- | -------------------- | ------------------ |
|             | مؤسسة التمويل الدولية              | 11 أكتوبر 1995       | 15 أبريل 1957      |
|             | منظمة حظر الأسلحة الكيميائية       | ?                    | ?                  |
|             | يونسكو                             | 2 سبتمبر 1993        | 7 يوليو 1953       |
|             | الاتحاد الدولي للاتصالات           | 6 أغسطس 1993         | 1908               |
|             | الأمم المتحدة                      | 28 مايو 1993         | 24 أكتوبر 1945     |
|             | منظمة الشرطة الجنائية الدولية      | ?                    | ?                  |
|             | البنك الدولي للإنشاء والتعمير      | 6 يوليو 1994         | 31 ديسمبر 1945     |
|             | الاتحاد البريدي العالمي            | ?                    | ?                  |
|             | مؤسسة التنمية الدولية              | 6 يوليو 1994         | 30 ديسمبر 1960     |
|             | وكالة ضمان الاستثمار متعدد الأطراف | 10 سبتمبر 1996       | 12 أبريل 1988      |

## وصلات خارجية
- موقع وزارة الخارجية التشيلية